# Liste d'artistes canadiens
Vous trouverez ci-dessous une liste d'artistes canadiens œuvrant dans les arts visuels ou les arts plastiques (y compris les artistes du XXe siècle travaillant dans les domaines de la vidéo, de la performance ou d'autres types de nouveaux médias). Consultez d'autres articles pour plus d'informations sur la littérature, la musique, le cinéma et la culture canadiens.
La bibliothèque de référence Artistes au Canada fournit une liste détaillée des artistes canadiens et des musées qui les présentent. Voici une brève liste de quelques artistes et groupes d'artistes canadiens importants :

## Personnes

### A
- Kirsten Abrahamson (en) (née en 1960), céramiste
- Marc Adornato (en) (né en 1977), peinture, sculpture, performance et nouveaux médias
- Manasie Akpaliapik (née en 1955), sculpteur
- M.J. Alexander (en) (né en 1961), artiste
- Vikky Alexander (en) (né en 1959), artiste
- Ralph Allen (en) (1926-2019), artiste peintre et graveur
- Stephen Andrews (né en 1956), artiste
- Kay Angliss (en) (1923-2004), graveur, aquarelle et art de la fibre[2]
- Elizabeth Angrnaqquaq (en) (1916-2003), artiste textile
- Danielle April (née en 1949)
- Raymonde April (née en 1953), photographe
- Robert Archambeau (en) (né en 1933), céramiste
- Shelagh Armstrong (en) (née en 1961), peintre
- Kenojuak Ashevak (née en 1927), sculptrice et graveuse
- Myfanwy Ashmore (en) (né en 1970), artiste des nouveaux médias
- Barbara Astman (en) (née en 1950), photographie et nouveaux médias

### B
- Frédéric Back (né en 1924), peintre, animateur
- Joan Balzar (1928-2016), peintre
- Marian Bantjes (née en 1963), graphiste, artiste, illustratrice, typographe, écrivain
- Bruce Barber (né en 1950), artiste en installation multimédia
- Jacques Baril (sculpteur) (né en 1953), sculpteur
- Earl W. Bascom (1906–1995), sculpteur, peintre, graveur, membre de la Royal Society of Arts
- Robert Bateman (né en 1930), peintre, naturaliste
- Jay Battle (né en 1966), sculpteur né au Canada et travaillant actuellement à Salisbury, en Angleterre
- Helen D. Beals (1897–1991), peintre
- Carl Beam, ARC (1943-2005), peintre
- Jackson Beardy (1944-1984), peintre
- Charles Beil, (1894-1976), sculpteur
- Sylvie Bélanger (née en 1951), artiste de l'installation
- Rebecca Belmore (née en 1960), artiste de la performance, artiste de l'installation
- Judith Berry (née en 1961), peintre
- Aggie Beynon, forgeron [3]
- David Bierk (1944-2002), peintre
- Martine Birobent (1955-2016), peintre, sculptrice
- David Blackwood (né en 1941), graveur
- David Blatherwick (né en 1960), peintre, artiste vidéo
- Molly Lamb Bobak (née en 1922), peintre, graveur
- Theodosia Bond (1915-2009), photographie[4]
- Jordi Bonet (1932-1979), sculpteur, muraliste
- Paul-Émile Borduas (1905-1960), peintre
- Simone Mary Bouchard (1912-1945), peintre, artiste textile
- Céline Boucher (née en 1945)
- Deanna Bowen (née en 1969), artiste multidisciplinaire.
- John Boxtel (né en 1930), sculpture, sculpture sur bois
- Shary Boyle (né en 1972), sculpture, peinture, dessin, performance
- Barry Bradfield (né en 1981), dessinateur
- Roland Brener (1942-2006), sculpteur
- Mark A. Brennan (né en 1968), peintre paysagiste
- AA Bronson (né en 1946), artiste en techniques mixtes
- Adam Brousseau, musicien
- William Brymner (1855-1925), peintre
- Karin Bubaš (née en 1976), peintre, photographe
- Cecil Tremayne Buller (1886-1973), graveuse[5]
- Martin Bureau, multimédia
- Ralph Wallace Burton (1905-1983), peintre
- Edward Burtynsky (né en 1955), photographe
- Jack Bush (1909-1977), peintre

### C
- Elaine Cameron-Weir, artiste plasticienne
- Janet Cardiff (née en 1957), artiste de l'installation
- James Carl (né en 1960), sculpteur
- Florence Carlyle (1864 - 1923), peintre
- Franklin Carmichael (4 mai 1890 - 24 octobre 1945), membre du Groupe des Sept
- Emily Carr (1871-1945), peintre
- Ian Carr-Harris (né en 1941), artiste de l'installation
- Gino Cavicchioli (né en 1957), sculpteur, artiste
- Christiane Chabot (née en 1950), artiste peintre
- Cynthia Chalk (née en 1913), photographie de la nature[6]
- Jack Chambers (1931-1978), artiste et cinéaste
- Robert Chaplin (né en 1968), artiste, éditeur
- Benjamin Chee Chee (1944-1977), artiste peintre
- Keith Cole, artiste de performance
- Nicole Collins, peintre
- Alex Colville (né en 1920), peintre
- Christian Corbet (né en 1966), peintre, sculpteur
- Sonia Cornwall (1919-2006), peintre
- Bruno Côté (1940-2010), peintre
- Sylvie Cotton, artiste interdisciplinaire
- Douglas Coupland (né en 1961), installation sculpturale [3]
- Josephine Crease (1864-1947), peintre[7]
- Marlene Creates (née en 1952), artiste peintre[8]
- Susan Reynolds Crease (1855-1947), peintre et militante des droits des femmes[9]
- Donigan Cumming (né en 1947), artiste multimédia
- Greg Curnoe (1936-1992), peintre, musicien
- George Cuthbertson (1898-1969), artiste de marine, chercheur, auteur

### D
- Karen Dahl (1955) céramiste [3]
- Greta Dale (1929-1978), sculpteur
- Frederick Dally (1838-1914), photographe
- Ken Danby (né en 1940), peintre
- Nathalie Daoust (née en 1977), photographe
- Charles Daudelin (1920-2001), sculpteur, peintre
- Raven Davis (né en 1975), artiste multimédia et technique mixte
- Dennis Day (né en 1960), artiste vidéo
- Forshaw Day (1837–1901), paysagiste, graveur
- Nicholas Raphael de Grandmaison (1892-1978), peintre
- Eric Deis (né en 1979), photographe
- Roseline Delisle (1952-2003), céramiste
- Berthe des Clayes (1877-1968), peintre[10]
- Claire Desjardins (née en 1965), peintre
- Bonnie Devine, artiste d'installation ojibway, artiste de performance et sculpteur
- Walter Dexter (né en 1931), céramiste
- Yuri Dojc (né en 1946), photographe
- Stan Douglas (né en 1960), artiste de l'installation
- Kyle Bobby Dunn (né en 1986), artiste sonore, compositeur, peintre
- Aganetha Dyck (née en 1937), sculpteur, artiste d'installation
- Marcel Dzama (né en 1974), artiste

### E
- Susan Edgerley (née en 1960), artiste du verre[11]
- Harry Egotak (1925-2009), artiste graphique et graveur
- Arthur Elliot (XIXe siècle), aquarelliste
- Emily Louise Orr Elliott (1867-1952), peintre à l'huile et styliste[12]
- Arthur John Ensor (1905–1995), peintre
- Daniel Erban (1951-2017), artiste de l'art brut et de l'art outsider
- Evergon (né en 1946), photographe et photo-collage
- Paterson Ewen (1925-2002), peintre
- Ivan Eyre (né en 1935), peintre

### F
- Barker Fairley (1887-1986), peintre, écrivain
- Lilias Farley (1907-1989), peintre
- Geoffrey Farmer (né en 1967), artiste de l'installation
- Caroline Farncomb (1859-1951), peintre
- André Fauteux (1946-), sculpteur
- Claire Fauteux (1890-1988), peintre
- Marcelle Ferron (1924-2001), peintre, vitrier
- George Fertig (1915-1983), peintre
- Eddy Firmin, dit Ano (1971-), peintre, sculpteur
- Peter Flinsch (né en 1920), peintre, sculpteur, concepteur de télévision
- Margaret Frame (1903-1985), peintre
- Leonard Frank (1870-1944), photographe
- Statira Elizabeth Frame (1870-1935), peintre

### G
- Louise Landry Gadbois (1896-1985), peintre
- Yechel Gagnon (né en 1973), artiste en techniques mixtes
- Marianna Gartner (née en 1963), peintre
- Carlo Gentile (né en 1835), photographe
- Luba Genush (née en 1924), céramiste, graveuse[13]
- Will Gill (né en 1968), sculpteur, peintre, photographe et vidéaste
- Violet Gillett (1898–1996), peintre
- Joseph Giunta (1911–2001), peintre, artiste de collage / assemblage
- Gerald Gladstone (1929-2005), sculpteur, peintre
- Eric Goldberg (1890-1969), peintre
- Dina Goldstein (née en 1969), artiste plasticienne
- Noam Gonick (né en 1973), cinéaste[3]
- Betty Goodwin (née en 1923), graveuse, sculpteure, peintre
- Hortense Gordon (1886-1961), peintre
- KM Graham (né en 1913), peintre
- Rodney Graham (né en 1949), photographe, artiste d'installation
- Pierre Granche (1948-1997), sculpteur
- Angela Grossmann (née en 1955), peintre
- Aline Gubbay (1920-2005), photographe, historienne de l'art
- Suzanne Guité (1927-1981), sculpteur, peintre[14]

### H
- Bess Larkin Housser Harris, (1890-1969), peintre
- Lawren Harris (1885-1970), peintre
- Paul Hartal (né en 1936), peintre, poète
- Douglas Haynes (1936-2016)
- Caroline Tremblay artiste peintre, sculpteure, photographe
- Fred Herzog (né en 1930), photographe
- Colleen Heslin (née en 1976), peintre
- Carle Hessay (1911-1978), peintre
- Barbara Roe Hicklin (1918–2010), peintre
- Gilah Yelin Hirsch (née en 1944), artiste multidisciplinaire
- William G. Hobbs (né en 1927), peintre, historien
- Elizabeth Bradford Holbrook (née en 1913), sculpteur
- Edwin Holgate (1892-1977), peintre
- Elsie Holloway (1882-1971), photographe
- Margaret Lindsay Holton (née en 1955), peintre, photographe au sténopé, écrivain
- Frances Anne Hopkins (1838-1919), peintre
- Robin Hopper (née en 1939), céramiste
- Robert Houle (né en 1947), artiste des Premières nations
- Barbara Howard, ARC (1926-2002), peintre, graveur sur bois
- Alexander Hryshko (né en 1980), photographe
- Simone Hudon-Beaulac (1905-1984), peintre, graveur

### I
- Osuitok Ipeelee (1922-2005), sculpteur
- Gershon Iskowitz (1921-1988), peintre

### J
- AY Jackson (1882-1974), peintre
- Sybil Henley Jacobson (1881-1953), peintre canadienne d'origine britannique
- Mendelson Joe (né en 1944), peintre, musicien
- GB Jones illustrateur, artiste visuel, cinéaste expérimental
- Leonel Jules (né en 1953), peintre
- Brian Jungen (né en 1970), sculpteur, artiste d'installation

### K
- Dusan Kadlec (né en 1942)
- Yousuf Karsh (1908-2002), photographe
- Ali Kazimi (né en 1961), cinéaste et artiste médiatique[15]
- Shelagh Keeley (née en 1956), artiste plasticienne[16]
- Aart Kemink (1914-2006), peintre
- Augustus Kenderdine (1870-1947), paysagiste et portraitiste
- Christopher Kier (né en 1959), peintre
- Alicia Killaly (1836-1908), peintre
- Roy Kenzie Kiyooka (1926–1994), peinture, performance, multimédia, photographie
- Dorothy Knowles, (née en 1927), peintre
- John Koerner, (1913-2014), peintre
- Germaine Koh (née en 1967), artiste conceptuelle
- Valérie Kolakis (née en 1966), sculpture, installation
- Brian Kowikchuk (né en 1990), peintre muraliste
- Cornelius Krieghoff (1815-1872), peintre
- Nobuo Kubota (né en 1932), multimédia
- Maya Kulenovic (née en 1975), peintre
- William Kurelek (1927-1977), peintre
- Vanessa Kwan (1976-), artiste et conservatrice

### L
- Stephen Lack (né en 1946), acteur, peintre
- Sylvie Laliberté (née en 1959), artiste de performance, artiste vidéo, musicienne
- Cal Lane (né en 1968), sculpteur
- Jules Lasalle (né en 1957), sculpteur
- Ozias Leduc (1864-1955), peintre
- Elizabeth Lefort (1914-2005), artiste de la tapisserie
- Joseph Légaré (1795–1855), peintre
- Enid Legros-Wise, céramiste [3]
- Jean Paul Lemieux (1904-1990), peintre
- Michel Lemieux (né en 1959), artiste multimédia (film, vidéo, performance)
- Serge Lemoyne (1941–1998), peintre
- Laura L. Letinsky photographe [3]
- Mark Lewis (né en 1958), artiste d'installation et de film
- Maud Lewis (1903-1970), peintre
- Robert Henry Lindsay (1868-1938), peintre
- Oleg Lipchenko (né en 1957)
- Arthur Lismer (1885-1969), peintre
- Glen Loates (né en 1945), peintre et créateur de pièces de monnaie
- Judith Lodge (née en 1941), peintre et photographe
- Karen Lofgren (née en 1976), peintre
- Rafael Lozano-Hemmer (né en 1967), artiste de l'installation
- Attila Richard Lukacs (né en 1962), peintre
- James Lumbers (né en 1929), peintre
- Almuth Lütkenhaus (1930-1996)

### M
- Landon Mackenzie (née en 1954), peintre
- Christine Major (née en 1966), peintre
- Sarah Jean Munro Maclean (1873-1952), peintre
- Elizabeth McGillivray Knowles (1866-1928), peintre
- Arnaud Maggs (né en 1926), photographe
- Liz Magor (née en 1948), artiste plasticienne
- Lorraine Malach (1933-2003), céramiste
- Jen Mann (née en 1987), portraitiste[17]
- Arthur N. Martin (1889-1961), peintre
- Bernice Fenwick Martin (1902–1999), peintre, graveur
- Thomas Mower Martin (1838-1934), peintre paysagiste
- Hannah Maynard (1834-1918), photographe
- Richard Maynard (1832-1907), photographe
- Doris McCarthy (née en 1910), peintre, graveur
- Ryan McCourt (né en 1975), sculpteur, designer
- Gregory A McCullough (né en1960), peintre, artiste [18]
- Elizabeth McIntosh (née en 1967), peintre
- Rita McKeough (née en 1951), artiste en installation et en performance
- Helen McNicoll (1879-1915), peintre
- Ray Mead (1921–1998), peintre, membre de Painters Eleven
- Divya Mehra (1981-), artiste multidisciplinaire
- Ivar Mendez, photographe et sculpteur
- Gwendolyn Mews (1893-1973), peintre
- Arnold Mikelson (1922-1984), sculpteur sur bois
- Kenneth G. Mills (1923-2004), peintre
- David Milne (1882-1953), peintre
- Ellen Moffat (née en 1954), artiste en techniques mixtes
- Leo Mol (né en 1915)
- Guido Molinari (1933-2004), peintre
- Émilie Monnet (active au XXIe siècle), artiste multidisciplinaire
- E. Louise De Montigny-Giguère (1878-1969), sculpteur[19]
- Edmund Montague Morris (1871-1913), peintre
- Norval Morrisseau (1932-2007), peintre
- Rita Mount (1885-1967), peintre
- Jean-Paul Mousseau (1927–1991), peintre, céramiste, muraliste
- Kathleen Munn (1887-1974), peintre
- Will Munro (1975-2010), artiste peintre
- Mathew Murray, cinéaste, créateur de la série web 'Adolescents [20],[21]
- Paula Murray, céramiste [3]
- Robert Murray (né en 1936), sculpteur

### N
- Mina Napartuk (1913-2001), artiste textile
- Alison Houston Lockerbie Newton (1890-1967), peintre
- Jack Nichols (né en 1921), peintre
- Grace Nickel (née en 1956), céramiste [3]
- Arnold Nogy, peintre
- Alice Nolin (1896-1967), sculpteur[22]
- Naveed Nour, photographe irano-canadien / américain
- Elizabeth Styring Nutt (1870-1946), peintre

### O
- John O'Brien (1831-1891), peintre de marine
- Lucius Richard O'Brien (1832-1899), peintre, illustrateur, premier président de l'Académie royale canadienne
- Will Ogilvie (1901-1989), peintre, artiste de guerre, Ordre du Canada
- Katie Ohe (née en 1937), sculpteur
- Kim Ondaatje (née en 1928), peintre, cinéaste
- Nina May Owens (1869-1959), peintre

### P
- Charles Pachter (né en 1942), artiste, cinéaste, commentateur social
- Aaron Paquette, peintre et écrivain
- Mimi Parent (1924-2005), peintre
- Andrew James Paterson (né en 1962), artiste interdisciplinaire[23]
- Paul Peel (1860-1892), peintre
- William Perehudoff (1918-2013), peintre
- Jim Pescott, peintre
- Marjorie Pigott (1904–1990), peintre
- Narcisse Poirier (1883-1984), peintre
- Barry Pottle (1961-), artiste, curateur et photographe inuk
- Christopher Pratt (né en 1935), peintre
- Mary Pratt (1935-1918), peintre
- Ned Pratt (né en 1964), photographe

## Q
- Andrew Qappik (né en 1964), graveur, artiste

### R
- George Raab (né en 1948), graveur
- Nina Raginsky (née en 1941), photographe
- Gladys Reeves (1890-1974), photographe
- Don Reichert (né en 1932), peintre, artiste multimédia
- Bill Reid (1920-1998), sculpteur
- Kelly Richardson (née en 1972), artiste vidéo, photographe
- Jean-Paul Riopelle (1923-2002), peintre
- David Rokeby (né en 1960), artiste des nouveaux médias
- William Ronald (1926–1998), peintre
- Ethel Rosenfield (1910-2000), sculptrice[24]
- Endel Ruberg (1917-1989), artiste, éducateur

### S
- Francine Savard (1954-), artiste et designer graphique
- Carl Schaefer (1903–1995), peintre, artiste de guerre
- Tony Scherman (né en 1950), peintre
- Charlotte Schreiber (1834-1922), peintre
- Jacques Schyrgens (né en 1923), peintre, illustrateur
- Regina Seiden (1897–1991), peintre
- Jack Shadbolt (1909–1998), peintre
- Henrietta Shore (1880-1963), peintre
- Coral Short (né en 1973), artiste de performance
- Joe Shuster (1914-1992), dessinateur, co-créateur de Superman
- Dave Sim (né en 1956), dessinateur de bandes dessinées
- James Simpkins (1910-2004), dessinateur, illustrateur, bandes de film
- Damien Smith (né en 1969), artiste plasticien
- Freda Pemberton Smith (1902–1991), peintre
- Gord Smith (né en 1937), sculpteur
- Gordon A. Smith (né en 1919), peintre, graveur, sculpteur
- Michael Snow (né en 1929), peintre, cinéaste, musicien
- David G. Sorensen (1937–2011), peintre, sculpteur
- Gerald Squires (1937–2015), peintre, graveur, sculpteur
- Helen Stadelbauer (1910-2006), peintre
- Arlene Stamp, artiste et designer en deux dimensions [3]
- Owen Staples (1866-1949), peintre, graveur, caricaturiste politique
- Godfrey Stephens (né en 1939), peintre, sculpteur, constructeur de bateaux
- Adrian Stimson (né en 1964), artiste multidisciplinaire
- Reva Stone, artiste numérique [3]
- Rudolf Stussi, peintre
- Jack Sures (né en 1934), céramiste
- Marc Aurèle de Foy Suzor-Coté (1869-1937), peintre, sculpteur
- Ginny Stikeman (née en 1941), cinéaste

### T
- Ewa Tarsia, peintre, graveuse [3]
- Ningeokuluk Teevee, illustrateur
- Geneviève Thauvette, photographe
- Jeff Thomas (né en 1956), conteur photo[25]
- Tom Thomson (1877-1917), peintre
- Jackie Traverse, peintre
- Caroline Tremblay (1972– ) –  (dite HERMINE) artiste peintre, sculpteure, photographe
- Julie Tremble, animatrice, vidéographe expérimentale
- Toonoo Tunnillie, sculpteur

### U
- Ina DD Uhthoff (1889-1971), peintre

### V
- Armand Vaillancourt (né en 1929), performance, sculpteur, peintre
- Frederick Varley (1881-1969), peintre
- Bill Vazan (né en 1933), art terrestre, sculpteur, photographe, peintre
- Claude Vermette (1930-2006), peintre, céramiste
- Frederick Arthur Verner (1836-1928), peintre
- Arthur Villeneuve (1910–1990), peintre
- Ola Volo, muraliste

### W
- Ruth Salter Wainwright (1902-1984), peintre
- Horatio Walker (1858-1938), peintre
- Jeff Wall (né en 1946), photographe
- Syrus Marcus Ware (né en 1977), artiste visuel et conservateur de musée
- Darrell Wasyk (né en 1958), peintre et artiste multimédia
- Margaret Watkins (1884-1969), photographe
- Homer Watson (1855-1936), peintre
- Phil R. White (né en 1963), sculpteur
- Peter et Catharine Whyte (1905-1966, 1906-1979), peintres
- Joyce Wieland (1930-1998)
- Robert Wiens (né en 1953), peintre et sculpteur
- Peter Wilkins (né en 1968), artiste multimédia
- Yvonne Williams (1901-1997), artiste du vitrail
- Jeff Willmore (né en 1954), peintre et performeur
- Robert Willms (né en 1969)
- Anna Wong (1930-2013), graveuse
- Hilda Woolnough (1934-2007), gravure à l'eau-forte et graphique
- Kamila Wozniakowska (née en 1956), peintre [3]
- Andrew Wright (né en 1971), artiste multimédia
- Dana Wyse (née en 1965), artiste de l'installation

### X
- Gu Xiong (né en 1953), artiste multidisciplinaire

### Y
- Xiaojing Yan (né en 1978), sculpteur, artiste d'installation
- Paul Ygartua (1945-)
- Cecil Youngfox (1942-1987)

### Z
- Jarko Zavi (né en 1907), céramiste
- Joy Zemel Long (née en 1922), peintre
- Robert Zend (1929-1985), machine à écrire, collage, artiste multimédia et numérique; poète concret
- Lorena Ziraldo (née en 1960), peintre
- Edward Ted Fenwick Zuber (né en 1937), peintre, photographe

## Groupes
- Les automatistes
- Groupe de peintres canadiens
- Groupe de peintres de l'Est
- Idée générale
- Groupe des sept
- Peintres onze
- Association des artistes indiens professionnels (connue sous le nom de « groupe indien des sept »)
- Regina Five
- Le Royal Art Lodge

## Marchand
- Max Stern (1904-1987), marchand d'art